# Meimechite
La meimechite o meymechite è una roccia vulcanica ultrabasica a basso contenuto di alcali (Na2O + K2O) ed alto contenuto di MgO. Presenta tessitura ipocristallina porfirica e colore scuro.

## Etimologia
Il nome deriva dal fiume Majmeča, tributario del Cheta, nel Nord della Siberia.

## Composizione e tessitura
La meimechite è generalmente formata da fenocristalli di olivina in una pasta di fondo formata da microliti di clinopirosseno e magnetite e da vetro. La sua definizione è però su base chimica: la meimechite deve contenere oltre il 18% di MgO, meno dell'1% di alcali (Na2O + K2O), più dell'1% di TiO2 e tra il 30 e il 53% di SiO2 secondo Le Maitre (1989)  e meno del 2% di alcali, più dell'1% di TiO2 e tra il 30 e il 52% di SiO2 secondo Le Bas (2000). La tessitura ipocristallina è indicativa di una raffreddamento molto veloce.

## Varietà
Riconducibile alla meimechite è una roccia, chiamata raqqaite (da Raqqa, in Siria), composta da fenocristalli di diopside, iperstene, olivina, magnetite e apatite in una mesostasi di analcime poco colorato con qualche ago di natrolite.

## Origine
Secondo Kogarko e Ryabchikov (2000) il magma primario che ha prodotto le meimechiti della Siberia Polare si è generato durante la fusione parziale di harzburgiti litosferiche  che furono arricchite di elementi incompatibili a causa dell'infiltrazione di fusi diapirici con un basso grado di fusione parziale. Questi hanno innalzato la temperatura delle harzburgiti a circa 1650 °C. Secondo Sobolev et al. (2009) in Siberia meimechiti, plateau basaltici e kimberliti hanno la stessa sorgente di elementi altamente incompatibili: antica crosta oceanica a carbonati riciclata nel mantello e sollevata da un pennacchio caldo.